# Праздники майя
Праздники майя — праздники мезоамериканской цивилизации майя. Связаны с майяским календарём.

## Общая характеристика
Майяские праздники носили религиозный характер. Человек и религия в культуре майя были неразрывно связаны. Многие праздники имели своих богов-покровителей и майя стремились их уважить.
Большинство праздников сопровождались особыми для конкретного из них танцами.

### Пиры
По праздникам знать устраивала пышные пиры. Принявшие приглашение должны были устроить ответный пир для себя. Хозяину вручали традиционный подарок — манту, прекрасно сотканную одежду, а также выбирали лучший керамический сосуд.
Красивые девушки подавали блюда — это были индейка, оленина, утка, шоколад и некоторые другие. Виночерпии разливали всем вино и сами стрались много не пить. Затем гости делились на пары по 2 или 4 человека и начинали танцевать.
Не обходилось и без казусов — пьяные гости любили подраться. Женщины много не пили — пьяных мужей нужно были вести домой. Некоторые мужчины пользовались ситуацией и шли домой с незнакомой девушкой или чужой женой.

## Праздники по месяцам
Месяц Поп
Июль в традиционном календаре, первый месяц календаря майя. Новый год у майя. Традиционное время обновления — люди надевали новую, свежусотканную одежду, уничтожали старые циновки и глиняную посуду. Событие было торжественным, и люди таким образом выражали свою преданность богам.
Месяц Уо
Второй месяц майяского календаря. В этот период почитали богов-покровителей — тех, которые властвовали над моряками, охотниками, путешественниками и другими профессиями. Также этот месяц можно охарактеризовать как месяц профессиональных праздников. Заканчивался он танцевальными представлениями, распитием спиртных напитков и сексуальными связями.
Месяц Цек
Пятый у майя. Посвящён Богу Пчёл. Для пчеловодов это было время празднеств. Они стремились умилостивить бога, чтобы тот подарил им щедрый урожай мёд. Рынки в этот период ломились от обилия мёда и изделий из него — например, медовухи — крепкого алкогольного напитка из мёда. Согласно традициям, участники праздника напивались и буянили — вот какие весёлые у майя были ритуалы.
Месяц Шуль
Шуль был шестым календарным месяцем майя. Ноябрь в григоринском календаре. Месяц бога Кукулькана, Пернатого Змея. Жители Чичен-Ицы почитали его как основателя и покровителя города, а также автора законодательной базы. Майяская знать надевала свою лучшую одежду и красовалась в украшенной перьями одежде и головных уборах, расписные щиты и плащи из перьев птицы кетцаль. Проходили и торжественные шествия жречества и клоунов.
Месяц Чен
Девятый. В него изготавливали новых идолов, дарили их и продавали на рынках.
Месяц Яш
Десятый месяц у майя был месяцем обновления. Охотники возмещали свой ущерб природе, так как проливали кровь животных, которым покровительствовали боги. Как верили майя, если не уважить животных, они не будут давать себя убивать. Рога оленей, челюсти, крылья традиционно выставлялись в домах майя.
Месяц Муан
Пятнадцатый месяц майяского календаря. Приходился на сезон дождей, поэтому танцы этого месяца имели погодные и урожайные мотивы.
Месяц Паш
Следующий за Муаном. Для данного месяца был характерен военный праздник. В крупных храмах полководец майя наком присягал на верность Богу Войны. Несли его в паланкине. На эти события стекались все майя из окрестных поселений. Для пятидневного празднества были характерны пышные танцы. Всё, кроме накома, которому запрещено было пить алкогольные напитки, напивались. Ланда был просто в шоке от этого и писал, что индейцы лили в себя столько вина, что едва не лопались.
Месяца Каяб и Кумху, а также Уаеб
Конец года у майя — обилие неофициальных праздников. Ланда писал, что они распивали крепкое медовое вино со специфическим запахом, и также вновь предавались сексуальным связям.